# تاكاهيرو تاناكا
تاكاهيرو تاناكا (باليابانية: 田中 貴大) (مواليد 22 نوفمبر 1993)، هو لاعب كرة قدم ياباني سابق كان يلعب كمدافع.

## وصلات خارجية
- تاكاهيرو تاناكا على موقع رابطة كرة القدم اليابانية للمحترفين (اليابانية)
- تاكاهيرو تاناكا على موقع قاعدة بيانات كرة القدم.إي يو (الإنجليزية)
- تاكاهيرو تاناكا على موقع Soccerway.com (الإنجليزية)
- تاكاهيرو تاناكا على موقع عالم كرة القدم.نت (الإنجليزية)